# シアトリカル
シアトリカル (Theatrical) は、アイルランドの競走馬、種牡馬である。1987年のエクリプス賞最優秀芝牡馬。半弟にはタイキブリザードが、近親にはアーリントンミリオンステークスなどを制した種牡馬パラダイスクリーク、チャンピオンステークスなどを制した種牡馬デビッドジュニアがいる。

## 戦績
1984年10月にデビュー。3戦無敗でエプソムダービーに向かうも、勝ったスリップアンカーから大きく離された7着。続くアイリッシュダービーは、ローソサイエティに半馬身差の2着とG1では勝ちきれなかった。
4歳となった1986年、ベルリン大賞をアカテナンゴの2着としたのを最後にアメリカに移籍。この年のブリーダーズカップ・ターフでは、マニラにクビ差2着と好走する。
翌1987年にモット厩舎に転厩すると本格化。この年は9戦7勝、7勝中G1を6勝。負けた2戦も2着入線、3着と高い安定感を見せた。引退レースとなったブリーダーズカップ・ターフでは、凱旋門賞馬トランポリーノを半馬身抑え、名実ともに1987年の芝のチャンピオンホースとなった。

### おもな勝鞍
- ブリーダーズカップ・ターフ (G1)
- ターフクラシック (G1)
- マンノウォーステークス (G1)
- ハイアリアターフカップ (G1)
- ボーリンググリーンハンデキャップ (G1)
- ソードダンサーハンデキャップ (G1)

## 種牡馬時代
引退後の1988年に馬主が保有していたアメリカのブルックサイドファームで種牡馬入りした。馬主の死去により、2002年からはヒルンデイルファームで繋養された。
アイリッシュダービーを制したザグレブをはじめ、20頭以上のG1勝ち馬を輩出。種牡馬としても高い実績を残した。日本でも牝馬G1を2勝し、牡馬とも好勝負をくり広げたヒシアマゾンなどが活躍し、100頭以上の産駒が輸入される人気ぶりであった。母の父としてもアメリカの芝G1を7勝のイングリッシュチャンネル、凱旋門賞勝ち馬レイルリンクなどを出している。
2009年限りで種牡馬を引退。ヒルンデイルファームで余生を過ごし、2012年8月31日夜に老衰のため30歳で安楽死の処置がとられた。

### おもな産駒
- ザグレブ（アイリッシュダービー、産駒にコスモバルク・コスモサンビームがいる）
- ロイヤルアンセム（インターナショナルステークス）
- メディアパズル（メルボルンカップ）
- マドレーヌズドリーム（プール・デッセ・デ・プーリッシュ〈フランス1000ギニー〉）
- ゴールデントリート（サンタアニタオークス）

ほかG1勝ち馬多数。

### 日本調教馬
- ヒシアマゾン（エリザベス女王杯、阪神3歳牝馬ステークス）
- タイキエルドラド（アルゼンチン共和国杯）
- バーボンカントリー（すみれステークス）
- ゲイリーキッス（マーガレットステークス）
- ビッグバイキング（京都4歳特別）
- ヒシピナクル（ローズステークス）
- ゲイリーファンキー（新潟3歳ステークス）

ブルードメアサイアーとしては以下の活躍馬を輩出している。
- イイデケンシン（全日本2歳優駿、母ヘヴンリーアドヴァイス）
- ワナ（新潟2歳ステークス、母メロンパン）
- アーバンストリート（シルクロードステークス、母タイキクリスティー）
- アポロマーベリック （中山大障害、東京ジャンプステークス、母オメガファスター ）
- サンライズベガ（小倉大賞典、母オーパスワン）

## 血統表
| シアトリカルの血統（ヌレイエフ系 / Nearco4×5=9.38%、Hyperion5×5=6.25%、Court Martial5×5=6.25%（母内）） | シアトリカルの血統（ヌレイエフ系 / Nearco4×5=9.38%、Hyperion5×5=6.25%、Court Martial5×5=6.25%（母内）） | シアトリカルの血統（ヌレイエフ系 / Nearco4×5=9.38%、Hyperion5×5=6.25%、Court Martial5×5=6.25%（母内）） | （血統表の出典）      | （血統表の出典）      |
| 父 Nureyev 1977 鹿毛                                                                                    | 父の父Northern Dancer 1961 鹿毛                                                                         | Nearctic                                                                                                | Nearco                | Nearco                |
| 父 Nureyev 1977 鹿毛                                                                                    | 父の父Northern Dancer 1961 鹿毛                                                                         | Nearctic                                                                                                | Lady Angela           |                       |
| 父 Nureyev 1977 鹿毛                                                                                    | 父の父Northern Dancer 1961 鹿毛                                                                         | Natalma                                                                                                 | Native Dancer         | Native Dancer         |
| 父 Nureyev 1977 鹿毛                                                                                    | 父の父Northern Dancer 1961 鹿毛                                                                         | Natalma                                                                                                 | Almahmoud             |                       |
| 父 Nureyev 1977 鹿毛                                                                                    | 父の母Special 1969 鹿毛                                                                                 | Forli                                                                                                   | Aristophanes          | Aristophanes          |
| 父 Nureyev 1977 鹿毛                                                                                    | 父の母Special 1969 鹿毛                                                                                 | Forli                                                                                                   | Trevisa               |                       |
| 父 Nureyev 1977 鹿毛                                                                                    | 父の母Special 1969 鹿毛                                                                                 | Thong                                                                                                   | Nantallah             | Nantallah             |
| 父 Nureyev 1977 鹿毛                                                                                    | 父の母Special 1969 鹿毛                                                                                 | Thong                                                                                                   | Rough Shod            |                       |
| 母 *ツリーオブノレッジ Tree of Knowledge 1977 鹿毛                                                      | 母の父Sassafras 1967 鹿毛                                                                               | Sheshoon                                                                                                | Precipitation         | Precipitation         |
| 母 *ツリーオブノレッジ Tree of Knowledge 1977 鹿毛                                                      | 母の父Sassafras 1967 鹿毛                                                                               | Sheshoon                                                                                                | Noorani               |                       |
| 母 *ツリーオブノレッジ Tree of Knowledge 1977 鹿毛                                                      | 母の父Sassafras 1967 鹿毛                                                                               | Ruta | *ラティフィケイション | *ラティフィケイション |
| 母 *ツリーオブノレッジ Tree of Knowledge 1977 鹿毛                                                      | 母の父Sassafras 1967 鹿毛                                                                               | Ruta | Dame d'Atour          |                       |
| 母 *ツリーオブノレッジ Tree of Knowledge 1977 鹿毛                                                      | 母の母Sensibility 1971 鹿毛                                                                             | Hail to Reason                                                                                          | Turn-to               | Turn-to               |
| 母 *ツリーオブノレッジ Tree of Knowledge 1977 鹿毛                                                      | 母の母Sensibility 1971 鹿毛                                                                             | Hail to Reason                                                                                          | Nothirdchance         |                       |
| 母 *ツリーオブノレッジ Tree of Knowledge 1977 鹿毛                                                      | 母の母Sensibility 1971 鹿毛                                                                             | Pange                                                                                                   | *キングスベンチ       | *キングスベンチ       |
| 母 *ツリーオブノレッジ Tree of Knowledge 1977 鹿毛                                                      | 母の母Sensibility 1971 鹿毛                                                                             | Pange                                                                                                   | York Gala F-No.3-h    |                       |